# Miasta Wysp Kanaryjskich

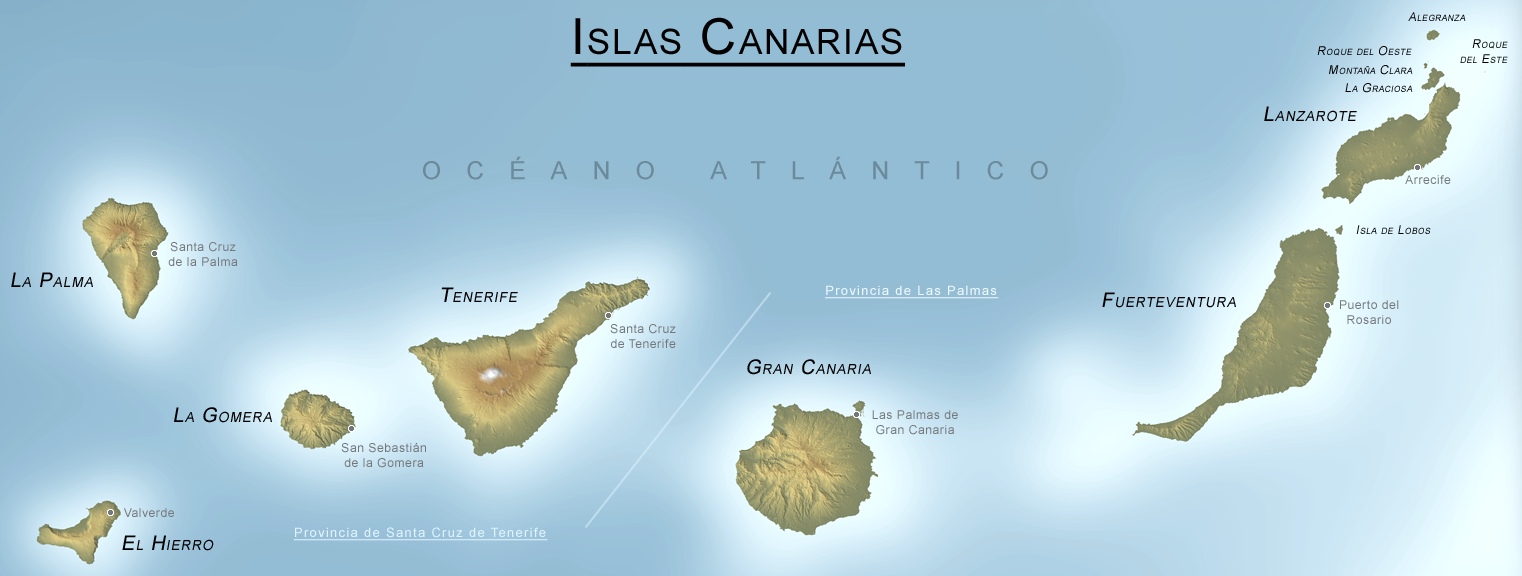
Wyspy Kanaryjskie

Lista miast Wysp Kanaryjskich (Hiszpania):
| Miasto                              | Ludność (2002) | Wyspa         |
| ----------------------------------- | -------------- | ------------- |
| Adeje                               | 25 341         | Teneryfa      |
| Agaete                              | 5 649          | Gran Canaria  |
| Agüimes                             | 22 567         | Gran Canaria  |
| Agulo                               | 1 136          | La Gomera     |
| Alajeró                             | 1 533          | La Gomera     |
| La Aldea de San Nicolás             | 8 063          | Gran Canaria  |
| Antigua                             | 6 543          | Fuerteventura |
| Arafo                               | 5 156          | Teneryfa      |
| Arico                               | 6 653          | Teneryfa      |
| Arona                               | 52 572         | Teneryfa      |
| Arrecife                            | 48 253         | Lanzarote     |
| Artenara                            | 1 394          | Gran Canaria  |
| Arucas                              | 32 917         | Gran Canaria  |
| Barlovento                          | 2 378          | La Palma      |
| Betancuria                          | 665            | Fuerteventura |
| Breña Alta                          | 6 396          | La Palma      |
| Breña Baja                          | 4 113          | La Palma      |
| Buenavista del Norte                | 5 413          | Teneryfa      |
| Candelaria                          | 15 980         | Teneryfa      |
| Fasnia                              | 2 590          | Teneryfa      |
| Firgas                              | 6 927          | Gran Canaria  |
| Frontera                            | 5 359          | El Hierro     |
| Fuencaliente de La Palma            | 1 801          | La Palma      |
| Gáldar                              | 22 677         | Gran Canaria  |
| Garachico                           | 5 742          | Teneryfa      |
| Garafía                             | 2 002          | La Palma      |
| Granadilla de Abona                 | 27 244         | Teneryfa      |
| La Guancha                          | 5 294          | Teneryfa      |
| Guía de Isora                       | 16 320         | Teneryfa      |
| Güímar                              | 15 920         | Teneryfa      |
| Haría                               | 4 551          | Lanzarote     |
| Hermigua                            | 2 151          | La Gomera     |
| Icod de los Vinos                   | 21 803         | Teneryfa      |
| Ingenio                             | 25 681         | Gran Canaria  |
| Los Llanos de Aridane               | 20 238         | La Palma      |
| La Matanza de Acentejo              | 7 378          | Teneryfa      |
| Mogán                               | 15 395         | Gran Canaria  |
| Moya                                | 8 435          | Gran Canaria  |
| La Oliva                            | 13 026         | Fuerteventura |
| La Orotava                          | 39 095         | Teneryfa      |
| Pájara                              | 15 860         | Fuerteventura |
| Las Palmas de Gran Canaria          | 370 649        | Gran Canaria  |
| El Paso                             | 7 438          | La Palma      |
| Puerto de la Cruz                   | 30 466         | Teneryfa      |
| Puerto del Rosario                  | 22 652         | Fuerteventura |
| Puntagorda                          | 1 823          | La Palma      |
| Puntallana                          | 2 308          | La Palma      |
| Los Realejos                        | 35 299         | Teneryfa      |
| El Rosario                          | 13 718         | Teneryfa      |
| San Andrés y Sauces                 | 5 226          | La Palma      |
| San Bartolomé                       | 15 910         | Lanzarote     |
| San Bartolomé de Tirajana           | 42 403         | Gran Canaria  |
| San Cristóbal de La Laguna          | 135 004        | Teneryfa      |
| San Juan de la Rambla               | 4 938          | Teneryfa      |
| San Miguel de Abona                 | 9 174          | Teneryfa      |
| San Sebastián de la Gomera          | 7 138          | La Gomera     |
| Santa Brígida                       | 18 729         | Gran Canaria  |
| Santa Cruz de La Palma              | 18 228         | La Palma      |
| Santa Cruz de Tenerife              | 217 415        | Teneryfa      |
| Santa Lucía de Tirajana             | 49 902         | Gran Canaria  |
| Santa María de Guía de Gran Canaria | 14 171         | Gran Canaria  |
| Santa Úrsula                        | 11 571         | Teneryfa      |
| Santiago del Teide                  | 10 113         | Teneryfa      |
| El Sauzal                           | 8 006          | Teneryfa      |
| Los Silos                           | 5 426          | Teneryfa      |
| Tacoronte                           | 21 442         | Teneryfa      |
| El Tanque                           | 3 254          | Teneryfa      |
| Tazacorte                           | 6 108          | La Palma      |
| Tegueste                            | 9 816          | Teneryfa      |
| Teguise                             | 13 714         | Lanzarote     |
| Tijarafe                            | 2 765          | La Palma      |
| Tejeda                              | 2 402          | Gran Canaria  |
| Telde                               | 91 160         | Gran Canaria  |
| Teror                               | 12 296         | Gran Canaria  |
| Tías                                | 15 230         | Lanzarote     |
| Tinajo                              | 4 964          | Lanzarote     |
| Tuineje                             | 11 016         | Fuerteventura |
| Valsequillo de Gran Canaria         | 8 311          | Gran Canaria  |
| Valverde                            | 4 643          | El Hierro     |
| Valleseco                           | 4 030          | Gran Canaria  |
| Valle Gran Rey                      | 4 228          | La Gomera     |
| Vallehermoso                        | 2 912          | La Gomera     |
| Vega de San Mateo                   | 7 575          | Gran Canaria  |
| La Victoria de Acentejo             | 8 152          | Teneryfa      |
| Vilaflor                            | 1 776          | Teneryfa      |
| Villa de Mazo                       | 4 723          | La Palma      |
| Yaiza                               | 7 320          | Lanzarote     |